# 라다비노드 팔
라다비노드 팔(영어: Radhabinod Pal, 1886년 1월 27일 ~ 1967년 1월 10일)은 인도의 법학자이다. 1952년부터 1966년까지 유엔 국제법 위원회 위원으로 활동했다. 또한 제2차 세계 대전 동안 벌어진 일본의 전쟁 범죄를 심판하는 극동국제군사재판의 판사 11인 중 한 명으로, 아시아인 판사 세 명 중 한 명이었으며 유일하게 모든 피고에 대해 무죄를 주장한 소수의견을 개진했다. 그러나 이 판사 마저도 치치지마섬 식인사건 주동자인 다치바나 요시오 등 일당에 대해서는 주저없이 사형 선고와 종신형 선고를 내렸다